# Parafia św. Michała Archanioła w Żniatynie
Parafia św. Michała Archanioła w Żniatynie – parafia rzymskokatolicka znajdująca się w dekanacie Tarnoszyn, w diecezji zamojsko-lubaczowskiej. 
Na obszarze parafii leżą miejscowości: Chłopiatyn, Dłużniów, Majdan PGR, Myców PGR, Wyżłów, Żniatyn.